# Andrzej Gomuła
Andrzej Roman Gomuła – polski lekarz, doktor habilitowany nauk medycznych o specjalnościach naukowych chirurgia ogólna i urologia.

## Życiorys
Absolwent VI Liceum Ogólnokształcącego im. Tadeusza Reytana w Warszawie (1966) i studiów medycznych w Akademii Medycznej w Warszawie (1972). W 1983 uzyskał stopień naukowy doktora nauk medycznych na podstawie rozprawy Zastosowanie metod submikroskopowych do oceny skuteczności działania preparatów farmakologicznych w leczeniu kamicy dróg moczowych, a w 1998 habilitował się w Centralnym Szpitalu Klinicznym Wojskowej Akademii Medycznej na podstawie pracy Laser neodymowy w chirurgii kamicy odlewowej nerek.
Specjalista w zakresie starzenia się mężczyzn oraz związanych z tym problemów endokrynologicznych, andrologicznych i seksuologicznych. Zajmował stanowisko profesora nadzwyczajnego Wydziału Medycznego Wyższej Szkoły Agrobiznesu w Łomży. Członek Polskiego Towarzystwa Urologicznego, Polskiego Towarzystwa Medycyny Seksualnej, Polskiego Towarzystwa Seksuologicznego, International Urological Association, European Association of Urology, Andropause Society International, Towarzystwa Andrologów Rosji, Towarzystwa Andrologii i Medycyny Seksualnej Ukrainy.